# Centrolophidae
Centrolophidae (soms ook zwartvissen genoemd) vormen een familie van vissen uit de orde van baarsachtigen (Perciformes). Vissen uit deze familie worden aangetroffen in gematigde en tropische wateren over de gehele wereld. Ze komen voornamelijk voor in de kustwateren van het noorden van de Grote Oceaan, vaak in aanwezigheid van kwallen die bescherming tegen jagers bieden en waar ze zich kunnen voeden van de voedselresten van de kwallen.

## Geslachten
Er zijn zeven geslachten:
- Centrolophus Lacépède, 1802
- Hyperoglyphe Günther, 1859
- Icichthys Jordan & Gilbert, 1880
- Psenopsis Gill, 1862
- Schedophilus Cocco, 1839
- Seriolella Guichenot, 1848
- Tubbia Whitley, 1943

## Referentie
- (en) Centrolophidae. FishBase. Ed. Rainer Froese and Daniel Pauly. November 2014 version. N.p.: FishBase, 2014.